# デネス・ケーニヒ
デネス・ケーニヒ（1884年9月21日 - 1944年10月19日）
はユダヤ系ハンガリー人数学者で、グラフ理論の分野で研究し、最初期の教科書を書いた人物である。
ケーニヒはブダペストでen:Gyula Kőnigの息子として生まれた。
1907年、彼は博士号を取り、the faculty of the en:Technische Hochschule in Budapest（現ブダペスト工科経済大学）に就職。
彼の就任直後の講義にポール・エルデシュが出ていたことがあり、ケーニヒの取り組んでいた問題を解決したことがある。
ケーニヒは1935年、正式に教授となった。
1944年にブダペストで起こったユダヤ人に対する暴虐行為の中、ケーニヒは自殺した。